# Monika Pyrek
Monika Zofia Pyrek-Rokita (Gdynia, 11 augustus 1980) is een Poolse voormalige polsstokhoogspringster. Ze kreeg internationale bekendheid door haar deelname aan de Olympische Spelen van Sydney in 2000, waar ze bij het polsstokhoogspringen zevende werd. In totaal nam ze deel aan vier Olympische Spelen.

## Biografie

### Europees kampioene bij de neo-senioren
Haar eerste grote successen behaalde Pyrek in 2001 in Amsterdam, waar zij medio juli bij de Europese kampioenschappen voor atleten onder 23 jaar bij het polsstokhoogspringen goud won, om vervolgens een maand later een bronzen medaille te veroveren op de wereldkampioenschappen in Edmonton. Op de wereldkampioenschappen van 2003 in Parijs werd ze vierde. In 2001 en 2003 werd ze in Polen tot atlete van het jaar verkozen.
Op de Olympische Spelen van Athene in 2004 had ze kans om een medaille te winnen, maar haar Poolse concurrente Anna Rogowska drong haar terug naar een ondankbare vierde plaats. Tijdens de atletiekwedstrijd Golden League in Brussel op 3 september 2004 sprong Monika Pyrek met 4,72 m een Pools record, dat in 2005 door Anna Rogowska tweemaal (4,76, 4,80) verbroken werd.

### Zilver op WK
Op de wereldkampioenschappen van 2005 in Helsinki versloeg ze landgenote Rogowska en won een zilveren medaille met een hoogte van 4,60. Anna Rogowska haalde slechts een hoogte van 4,50. Wereldkampioene Jelena Isinbajeva sprong over de wereldrecordhoogte van 5,01.
Op de Europese kampioenschappen van 2006 in Göteborg won Pyrek opnieuw een zilveren medaille achter Isinbajewa. Op de Memorial Van Damme 2006 werd ze derde.
Bij de wereldkampioenschappen van 2007 in Osaka overkwam haar iets soortgelijks als op de Olympische Spelen in Athene. Met een sprong van 4,75 eindigde ze achter Jelena Isinbajeva op gelijke hoogte met Kateřina Baďurová en Svetlana Feofanova. Vanwege het grotere aantal foutsprongen bij eerdere pogingen eindigde ze echter als vierde en viel hierdoor opnieuw buiten de prijzen.

### Strijd met Isinbajeva
Op 22 september 2007 sloot Monika Pyrek haar seizoen op waardige wijze af door tijdens de Wereldatletiekfinale in Stuttgart met een PR-prestatie van 4,82 gelijk op te gaan met wereldkampioene Isinbajeva, die vervolgens slechts van de Poolse kon winnen door 4,87 te gedwingen.
In 2008 ging de Poolse polsstokhoogspringster goed van start door op de wereldindoorkampioenschappen in Valencia als derde te eindigen achter Jelena Isinbajeva en de Amerikaanse Jennifer Stuczynski, die beiden over 4,75 sprongen. Isinbajeva deed dit al in haar eerste poging, Stuczynski in haar tweede, waardoor de Russische won. Monika Pyrek werd met 4,70 derde, maar moest de verrassende Fabiana Murer uit Brazilië, die ook tot deze hoogte kwam (een Zuid-Amerikaans record), naast zich dulden op het podium.
Later in het jaar was zij op de Olympische Spelen in Peking opnieuw van de partij en weer sprong ze over 4,70. Ditmaal viel ze buiten de medailles en werd vijfde, terwijl winnares Isinbajeva eens te meer de norm verlegde door met 5,05 haar zoveelste wereldrecord te vestigen.

### Zilver op WK
In 2009 beging Isinbajeva op de wereldkampioenschappen in Berlijn de fout om drie keer af te springen op haar aanvangshoogte van 4,75. Tot haar afgrijzen moest de Russische daarna toezien, hoe de buit aan eremetaal werd verdeeld tussen Anna Rogowska, die als enige die hoogte wel haalde, Monika Pyrek en de Amerikaanse Chelsea Johnson, die beiden met evenveel pogingen tot een beste sprong van 4,65 kwamen en allebei met het zilver aan de haal gingen. De Duitse Silke Spiegelburg haalde die hoogte ook, maar maakte onderweg meer foutsprongen en viel dus buiten de boot.
Voor haar sportprestaties werd Pyrek in 2009 benoemd tot ridder in de Orde Polonia Restituta.
Het jaar erna kwam Pyrek nauwelijks in actie. Haar enige vermeldenswaardige prestatie van dat jaar leverde zij bij de Diamond League wedstrijd in Rome, waar ze tot een hoogte kwam van 4,40.
Op de Olympische Spelen van 2012 in Londen sneuvelde ze met 4,40 in de kwalificatieronde.

### Einde atletiekloopbaan
Op 11 januari 2013 kondigde Monika Pyrek het einde van haar topsportloopbaan aan. Pyrek, inmiddels vier maanden zwanger van haar manager en jarenlange partner Norbert Rokita, trad met hem nog geen 24 uur na haar aankondiging in het huwelijk.

### Trivia
In 2010 won Monika Pyrek met haar partner Rovert Rowinsky de Poolse versie van Dancing with the Stars. De overwinning leverde haar een kristallen bol en een nieuwe Mercedes op.

## Titels
- Europees kampioene U23 polsstokhoogspringen - 2001
- Pools kampioene polsstokhoogspringen - 1999, 2000, 2001, 2002, 2004, 2005, 2006, 2007, 2008, 2010, 2012
- Pools indoorkampioene polsstokhoogspringen - 1998, 1999, 2000, 2001, 2002, 2003, 2004, 2005, 2006, 2008, 2009

## Persoonlijke records
| Onderdeel                      | Prestatie | Datum             | Plaats    |
| ------------------------------ | --------- | ----------------- | --------- |
| polsstokhoogspringen (outdoor) | 4,82 m    | 22 september 2007 | Stuttgart |
| polsstokhoogspringen (indoor)  | 4,76 m    | 12 februari 2006  | Donetsk   |

## Palmares

### polsstokhoogspringen
Kampioenschappen
- 1998:  WJK - 4,10 m
- 1998:  Europacup B - 3,95 m
- 1999: 11e WK indoor - 4,20 m
- 2000:  Europacup B - 4,30 m
- 2000: 7e OS - 4,40 m
- 2001:  Jeux de la Francophonie - 4,30 m
- 2001:  Europacup B - 4,50 m
- 2001:  EK U23 - 4,40 m
- 2001:  WK - 4,55 m
- 2001: 4e Grand Prix Finale - 4,20 m
- 2002:  EK indoor - 4,60 m
- 2003:  Europese Indoorcup - 4,30 m
- 2003:  WK indoor - 4,45 m
- 2003:  Europacup B - 4,30 m
- 2003: 4e WK - 4,55 m
- 2003: 4e Wereldatletiekfinale - 4,50 m
- 2004: 5e WK indoor - 4,50 m
- 2004:  Europacup - 4,40 m
- 2004: 4e OS - 4,55 m
- 2004: 5e Wereldatletiekfinale - 4,50 m
- 2005:  EK indoor - 4,70 m
- 2005:  WK - 4,60 m
- 2005:  Wereldatletiekfinale - 4,62 m
- 2006: 4e WK indoor - 4,65 m
- 2006:  Europacup - 4,75 m
- 2006:  EK - 4,65 m
- 2006:  Wereldatletiekfinale - 4,65 m
- 2006: 5e Wereldbeker - 4,30 m
- 2007: 4e WK - 4,75 m
- 2007:  Wereldatletiekfinale - 4,82 m
- 2008:  WK indoor - 4,70 m
- 2008: 5e OS - 4,70 m
- 2009:  EK voor landenteams in Leiria - 4,70 m
- 2009:  WK - 4,65 m
- 2009:  Wereldatletiekfinale - 4,60 m
- 2011: 10e WK - 4,55 m
- 2012: 4e in kwal. EK - 4,35 m
- 2012: 8e in kwal. OS - 4,40 m

Golden League-podiumplekken
- 2004:  Memorial Van Damme – 4,72 m
- 2005:  Memorial Van Damme – 4,63 m
- 2006:  Meeting Gaz de France – 4,61 m
- 2006:  Memorial Van Damme – 4,66 m
- 2007:  Bislett Games – 4,60 m
- 2007:  Meeting Gaz de France – 4,71 m
- 2007:  Weltklasse Zürich – 4,65 m
- 2007:  ISTAF – 4,72 m
- 2008:  Golden Gala – 4,75 m
- 2008:  Weltklasse Zürich – 4,65 m
- 2008:  Memorial Van Damme – 4,56 m
- 2009:  ISTAF – 4,78 m
- 2009:  Bislett Games – 4,71 m
- 2009:  Memorial Van Damme – 4,70 m

## Onderscheidingen
- Pools atlete van het jaar - 2001, 2003
- Ridder in de Orde Polonia Restituta - 2009

- World Athletics: 14294321
- Nationale Bibliotheek van Polen: a0000002801795
- Virtual International Authority File: 467151778248418130002